# Байрак (Сумський район)
Ба́йрак — село в Україні, у Лебединській міській громаді Сумського району Сумської області. Населення становить 63 осіб. До 2020 орган місцевого самоврядування — Михайлівська сільська рада.

## Географія
Село Байрак знаходиться біля витоків річки Лозова, нижче за течією на відстані 2 км розташоване село Лозово-Грушеве. Річка в цьому місці пересихає, на ній зроблено кілька загат. Примикає до селища Андріївське.

## Історія
12 червня 2020 року, відповідно до Розпорядження Кабінету Міністрів України № 723-р «Про визначення адміністративних центрів та затвердження територій територіальних громад Сумської області», увійшло до складу Лебединської міської територіальної громади.
19 липня 2020 року, після ліквідації Лебединського району, село увійшло до Сумського району.

## Назва
Назва походить від слова байрак — «балка, поросла травою».